# Pitarres
Les Pitarres és el nom d'un dels cims de la Serra de Casampons, al sud-est de Berga, a la comarca catalana del Berguedà. S'alça fins a 774 metres sobre el Collet de Mas Ribera, i s'obre cap al Serrat de la Bauma. No és el més alt d'aquesta serra, però és l'únic que té nom.
A l'est hi ha la baga de Mas Ribera, que va descendint fins a arribar al Llobregat, després del pas per Pedret. Per l'oest hi ha el fort pendent del Clot de l'Om que baixa cap a Mas d'en Bosc.